# Kościół św. Stanisława w Małogoszczu
Kościół świętego Stanisława – rzymskokatolicki kościół filialny należący do parafii Wniebowzięcia Najświętszej Maryi Panny w Małogoszczu. Pełni funkcję kaplicy cmentarnej.
Świątynia została wzniesiona w 1595 roku i ufundowana przez księdza Jakuba Chrostkowica. Jest to niewielki kościół. Posiada nawę, nakrytą stropem, nieco od niej węższe, prostokątne prezbiterium, skierowane w stronę wschodnią, nakryte sklepieniem kolebkowo-krzyżowym oraz dostawioną od strony zachodniej wieżą. Od strony północnej prezbiterium jest dostawiona zakrystia, ale jest ona późniejszą dobudówką. Materiałem, z którego została zbudowana świątynia, jest łupany kamień, który jeszcze do niedawna można było częściowo zobaczyć, obecnie po przeprowadzeniu ostatniego remontu jest całkowicie zakryty tynkiem. Wieża kościoła jest w dolnej kondygnacji czworoboczna, natomiast w dwóch wyższych, rozdzielonych gzymsem jest okrągła. Przed otynkowaniem można było wyraźnie zobaczyć ślady po zamurowanych otworach: drzwiowym z portalem i okiennych. Zapewne jest ona częścią jakiejś starszej niż ufundowana przez Chrostkowica budowli – taką możliwość sugerują autorzy Katalogu Zabytków. Wieża jest zwieńczona fryzem złożonym z ornamentowanych kafli późnorenesansowych z końca XVI wieku. Ciekawy jest również w umieszczony w niej kamienny, późnorenesansowy portal. W ołtarzu jest umieszczony obraz patrona świątyni, otoczonego klerem i szlachtą, przedstawiający go w momencie wskrzeszania Piotrowina. Obraz jest późniejszy od murów kościoła, powstał pod koniec XVIII wieku.